# Dalbergia gardneriana
Dalbergia gardneriana är en ärtväxtart som beskrevs av George Bentham. Dalbergia gardneriana ingår i släktet Dalbergia, och familjen ärtväxter. Inga underarter finns listade i Catalogue of Life.